# دبلیودبلیوئی بک‌لش
بک‌لش (به انگلیسی: Backlash) نام یک رویداد سالانه کشتی حرفه‌ای غیر رایگان می‌باشد که آوریل هر سال، توسط کمپانی دبلیودبلیوئی تهیه و برگزار می‌شود. این رویداد در سال ۱۹۹۹ ایجاد شد و در رویداد در خانه شما در آوریل همان سال برگزار شد. این رویداد در سال ۲۰۰۰ به عنوان یک رویداد سالانه غیر رایگان برای دبلیودبلیوئی بازنویسی شد. 

## لیست رویداد ها
|  | رویداد مخصوص برند راو |  | رویداد مخصوص برند اسمک‌داون |

| #                                                   | رویداد              | تاریخ           | شهر                        | ورزشگاه                   | مسابقه اصلی |
| --------------------------------------------------- | ------------------- | --------------- | -------------------------- | ------------------------- | --- |
| 1                                                   | بک‌لش در خانه شما    | ۲۵ آوریل ۱۹۹۹   | پراویدنس, رود آیلند        | سالن دانکین دونات سنتر    | استیو آستین (c) مقابل دواین جانسون مسابقه بدون توقف برای کمربند دبلیودبلیوئی قهرمانی جهان همراه داور ویژه شین مک‌من          |
| 2                                                   | بک‌لش (۲۰۰۰)         | ۳۰ آوریل ۲۰۰۰   | واشینگتن، دی.سی.           | سالن ام سی آی             | تریپل اچ (c) مقابل دواین جانسون برای کمربند دبلیودبلیوئی قهرمانی جهان همراه داور ویژه شین مک‌من                              |
| 3                                                   | بک‌لش (۲۰۰۱)         | ۲۹ آوریل ۲۰۰۱   | روزمونت، ایلینوی           | سالن آل‌استیت              | استیو آستین (c) و تریپل اچ (c) مقابل آندرتیکر و کین (c) مسابقه برنده همه کمربندها را می‌برد                                  |
| 4                                                   | بک‌لش (۲۰۰۲)         | ۲۱ آوریل ۲۰۰۲   | کانزاس‌سیتی، میزوری, میزوری | سالن کمپر                 | تریپل اچ (c) مقابل هالک هوگان                                                                                               |
| 5                                                   | بک‌لش (۲۰۰۳)         | ۲۷ آوریل ۲۰۰۳   | ووستر، ماساچوست, ماساچوست  | مرکز ووستر                | بیل گلدبرگ مقابل دواین جانسون                                                                                               |
| 6                                                   | بک‌لش (۲۰۰۴)         | ۱۸ آوریل ۲۰۰۴   | ادمونتون, آلبرتا           | سالن رکسال                | کریس بنوا (c) مقابل تریپل اچ مقابل شاون مایکلز برای قهرمانی سنگین‌وزن جهان (دبلیو دبلیو ای)                                  |
| 7                                                   | بک‌لش (۲۰۰۵)         | ۱ مه ۲۰۰۵       | منچستر, نیوهمپشایر         | سالن وریزون وایرلس        | دیوید باتیستا (c) مقابل تریپل اچ برای قهرمانی سنگین‌وزن جهان (دبلیو دبلیو ای)                                                |
| 8                                                   | بک‌لش (۲۰۰۶)         | ۳۰ آوریل ۲۰۰۶   | لکسینگتون, کنتاکی          | سالن راپ                  | جان سینا (c) مقابل اج مقابل تریپل اچ مسابقه سه نفره برای کمربند دبلیودبلیوئی قهرمانی جهان                                   |
| 9                                                   | بک‌لش (۲۰۰۷)         | ۲۹ آوریل ۲۰۰۷   | آتلانتا, جورجیا            | سالن فیلیپس               | جان سینا (c) مقابل شاون مایکلز مقابل رندی اورتن مقابل اج مسابقه فیتال۴وی برای کمربند دبلیودبلیوئی قهرمانی جهان              |
| 10                                                  | بک‌لش (۲۰۰۸)         | ۲۷ آوریل ۲۰۰۸   | بالتیمور, مریلند           | سالن فرست مرینر           | رندی اورتن مقابل تریپل اچ مقابل جان سینا مقابل جان لیفیلد مسابقه فیتال۴وی برای کمربند دبلیودبلیوئی قهرمانی جهان             |
| 11                                                  | بک‌لش (۲۰۰۹)         | ۲۶ آوریل ۲۰۰۹   | پراویدنس, رود آیلند        | سالن دانکین دونات سنتر    | جان سینا مقابل اج مسابقه آخرین بازمانده برای قهرمانی سنگین‌وزن جهان (دبلیو دبلیو ای)                                         |
| 12                                                  | بک‌لش (۲۰۱۶)         | ۱۱ سپتامبر ۲۰۱۶ | ریچموند, ویرجینیا          | ورزشگاه ریچموند           | دین امبروز (c) مقابل ای. جی. استایلز برای کمربند دبلیودبلیوئی قهرمانی جهان                                                  |
| 13                                                  | بک‌لش (۲۰۱۷)         | ۲۱ مه ۲۰۱۷      | روزمونت، ایلینوی           | سالن آل‌استیت              | رندی اورتن مقابل جیندر ماهال برای کمربند دبلیودبلیوئی قهرمانی جهان                                                          |
| 14                                                  | بک‌لش (۲۰۱۸)         | ۶ مه ۲۰۱۸       | نیوآرک، نیوجرسی            | سالن پرودنتیال سنتر       | رومن رینز پیروز مقابل ساموآ جو                                                                                              |
| 15                                                  | بک‌لش (۲۰۲۰)         | ۱۴ ژوئن ۲۰۲۰    | اورلاندو، فلوریدا          | مرکز تمرینات دبلیودبلیوئی | رندی اورتون پیروز در مقابل ادج در یک مسابقه تک نفره                                                                         |
| 16                                                  | رسلمنیا بکلش (۲۰۲۱) | ۱۶ مه ۲۰۲۱      | تامپا، فلوریدا             | مرکز یونگلینگ             | رومن رینز در مقابل سزارو مسابقه تک نفره برای کمربند یونیورسال دبلیودبلیوئی                                                  |
| 17                                                  | رسلمنیا بکلش (۲۰۲۲) | ۸ مه ۲۰۲۲       | پراویدنس، رودآینلند        | دانکینگ دونتس سنتر        | بلادلاین (رومن رینز، جی اوسو و جیمی اوسو) (با همراهی پاول هیمن) پیروز در مقابل درو مکینتایر و آر کی برو (رندی اورتن و ریدل) |
| (c) – نشان‌دهنده قهرمان(هایی) است که به میدان می‌روند |                     |                 |                            |                           | |

## تاریخچه
بک‌لش یک رویداد اصلی است که شامل مسابقات قهرمانی و سایر مسابقات است. اولین بک‌لش در ابتدا به عنوان یک رویداد در رویداد در خانه شما برای فدراسیون جهانی کشتی، (نام پیشین دبلیودبلیوئی) ترویج شد. رویداد در خانه شما تحت عنوان بک‌لش: در خانه شما بود. این برنامه در تاریخ ۲۵ آوریل ۱۹۹۹ برگزار شد و به صورت تماشای پولی پخش شد. در سال ۱۹۹۹، تولید رویدادهای در خانه شما لغو شد و بسیاری از رویدادهای قبلی در خانه شما، مانند بک‌لش ، نو وی اوت و روز قضاوت  به عنوان رویدادهای غیر رایگان سالانه بازنویسی شدند.

همه رویدادهای بک‌لش در سالن سرپوشیده انجام شده که از این میان ۱۲ مرتبه در ایالات متحده آمریکا و یک مرتبه در کانادا  برگزار شده است.